# Landmachtdagen
De Landmachtdagen zijn open dagen van de Koninklijke Landmacht die ongeveer twee keer in de drie jaar (vroeger jaarlijks) rond eind mei/begin juni gehouden worden, afwisselend in onder andere Darp (Havelte), Oirschot, Schaarsbergen of Amersfoort. Het publiek kan dan meer over het werk van de landmacht te weten te komen.
In 2008 werden de Landmachtdagen op 30 mei en 1 juni op de legerplaats Oirschot gehouden. Het thema was toen "innovatie".
De Landmachtdagen 2009 vonden plaats op 6 en 7 juni op de Bernhardkazerne te Amersfoort en het daarnaast gelegen oefenterrein de Vlasakkers. Dit jaar werd het evenement georganiseerd door het Operationeel Ondersteuningscommando Land (OOCL), dat officieel 1 januari is ontstaan door het samensmelten van 1 Logistieke Brigade en 101 Gevechtssteunbrigade.
In 2010 werden de Landmachtdagen gehouden op 29 en 30 mei op de Johannes Postkazerne in Havelte.
De Landmachtdagen werden in 2012 op 12 en 13 mei op de Generaal Majoor de Ruyter van Steveninckkazerne in Oirschot gehouden. Het thema was dit jaar ‘Vechten voor Vrede en Vrijheid; Je moet het maar kunnen’. Het publiek kon meerijden in voertuigen, duiken met perslucht of korte vaartochten maken met aanvalsboten. Verder werden allerlei demonstraties gehouden.
In 2013 waren er geen Landmachtdagen. De volgende Landmachtdagen werden in 2014 gehouden, met de viering van 200 jaar Koninklijke Landmacht.

## Aantal bezoekers

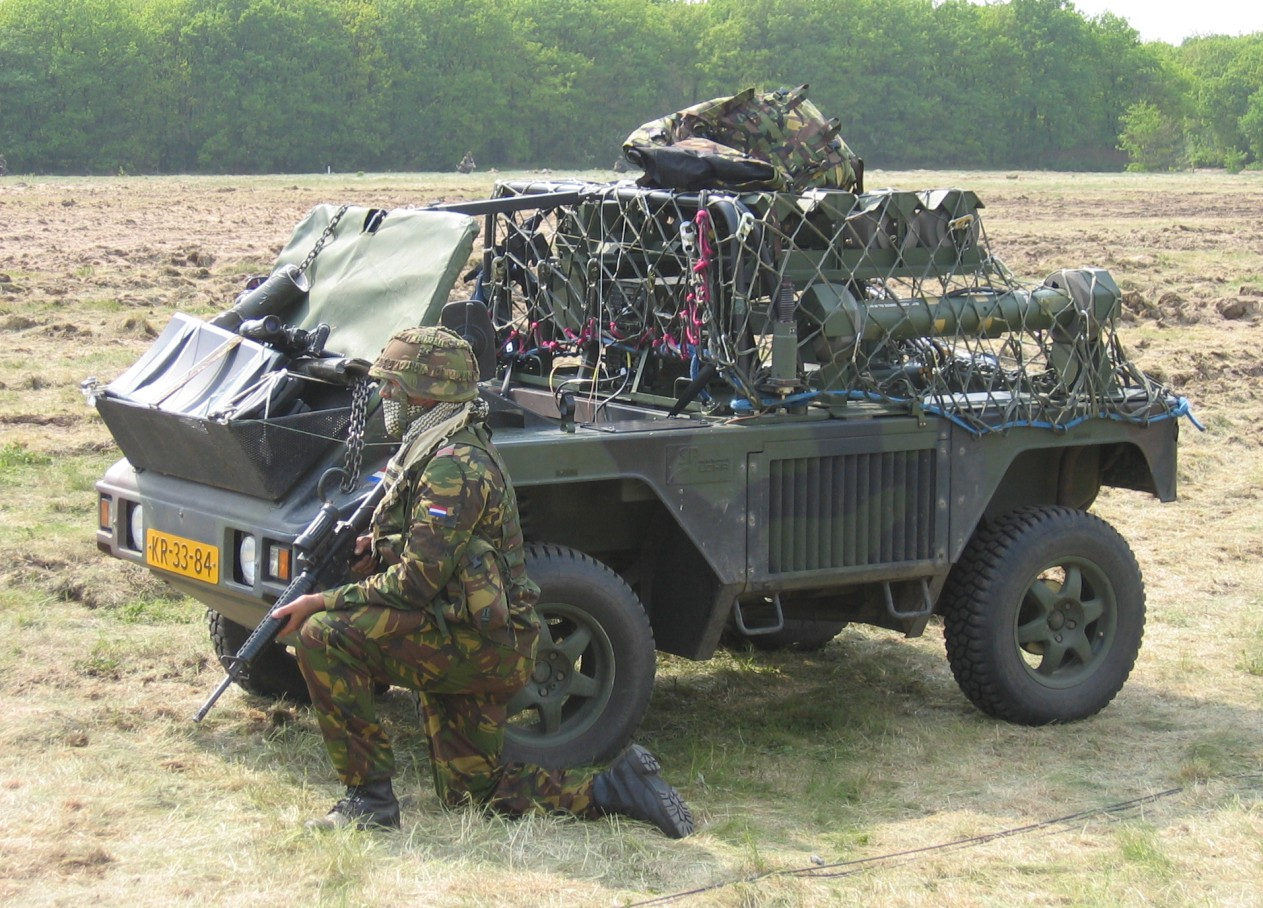
LSV met militair van de Luchtmobiele Brigade tijdens de landmachtdagen 2006 in Havelte

- 2005 ±120.000
- 2007 ±100.000
- 2008 ±120.000
- 2009 ±130.000
- 2010 ±110.000
- 2012 ±70.000
- 2017 150.000

## Plaatsen
- 2005 Deelen
- 2008 Oirschot
- 2009 Amersfoort
- 2010 Havelte
- 2012 Oirschot
- 2014 200 locaties over heel Nederland voor 200 jaar Koninklijke Landmacht
- 2015 meerdere locaties, 70 Jaar vrijheid: erkennen & herdenken
- 2016

- - Alkmaar, Waagplein
  - Breda, Park Valkenberg en Kasteelplein
  - Delft, Markt
  - Doetinchem, De Bleek / Handelskade
  - Enschede, Van Heekplein
  - Goes, Grote Markt en Singelstraat
  - Meppel, achterkant Schouwburg Ogterop
  - Roermond, Markt
  - Utrecht, Mariaplaats
- 2017
  - Militairen op bezoek bij basisscholen
  - Nationaal Militair Museum
  - Publieksevenementen in 11 steden